# Geoffrey Alderman
Geoffrey Alderman (ur. 10 lutego 1944 w Middlesex w Anglii) - historyk specjalizujący się w dziejach społeczności żydowskiej w Anglii XIX i XX stulecia.

## Niektóre publikacje
- The History of Hackney Downs School (London, 1971)
- The Railway Interest (Leicester University. Press, 1973) (Reprinted by Gregg Revivals, 1993)
- British Elections: Myth and Reality (B.T.Batsford, 1978)
- The Jewish Community in British Politics (Oxford University. Press, 1983)
- Pressure Groups and Government in Great Britain (Longman, 1984; 2nd impression 1987)
- Modern Britain 1700-1983: A Domestic History (Croom Helm 1986; reprinted 1987)
- The Federation of Synagogues, 1887-1987 (Federation of Synagogues, 1987)
- London Jewry and London Politics 1889-1986 (Routledge, 1989)
- Britain: A One-Party State? (Christopher Helm, 1989)
- Modern British Jewry (Oxford University Press, 1992; 2nd edn 1998)